# Pokolj u selu Donji Mosti
Pokolj u selu Donji Mosti bio je ratni zločin nekoliko sati nakon Bjelovarskog ustanka, kada su žandari i jugoslavenski oficiri 2. konjičkog puka "Car Dušan Silni" ubili 28 hrvatskih civila u predgrađu Bjelovara na Veliki četvrtak 10. travnja 1941. To je bio prvi ratni zločin počinjen nad hrvatskim civilima na početku Drugog svjetskog rata u Hrvatskoj. 
Tijekom vremena socijalizma hrvatske žrtve i zločin u Donjim Mostima bili su prešućeni.
Raspršena jugoslavenska vojska i žandari ubili su u gradu Bjelovaru i okolici 22 Hrvata, a ima tvrdnji o 27 ubijenih u gradu i 72 na području bivšeg Kotara Bjelovar. Teror i pokolj u Donjim Mostima umjesto zastrašivanja seljaka postigao je suprotni učinak, šireći ekstremizam među narodom. 
Nijemci su toga dana tenkovima već došli do Bjelovara i prisilili Jugoslavene na predaju. Bio je zarobljen i konjički major Nikola Hrgović iz Bjelovara, Srbin, za koje se pretpostavljalo da je naredio ubojstva hrvatskih seljaka. Dospio je pred hrvatski sud u Bjelovaru. Nakon neuspjelog dokaznog postupka, u srpnju 1941. godine pušten je u Srbiju, gdje je nakon rata umro u Beogradu.

## Vanjske poveznice
- hkv.hr
- BJELOVARSKO BILOGORSKA Županija
- Zločin konjičkog puka car Dušan silni bad hrvatskim seljcima
- Obljetnica stradavanja prešućivanih nevinih žrtvi| - v - r - u Bjelovar        | - v - r - u Bjelovar                                                                                                                                                                                                                                                                                                                                                                                                                                                                                                     | - v - r - u Bjelovar |
| --------------------------- | --- | -------------------- |
| povijest                    | Korenovska kultura • Rimska nalazišta u Bjelovaru • Arheološko nalazište Lug • Gudovačka Gradina • Jakobove Sredice • Severinska buna • Varaždinski generalat • Bjelovarska svilana • Bjelovarsko-križevačka županija • Potres na Bilogori 1938. • Bjelovarska afera • Kokinačke žrtve 1935. • Pokolj u Gudovcu • Pokolj u Donjim Mostima • Bjelovarski ustanak • Bitka za vojarnu • 105. brigada HV • Bivši vojni objekti u Bjelovaru                                                                                   |                      |
| građevine i znamenitosti    | Katedrala sv. Terezije Avilske • Bjelovarski paviljon • Barokni kipovi u Bjelovaru • Kapela sv. Križa u Bjelovaru • Narodna knjižnica Petar Preradović • Franjevački samostan i crkva u Bjelovaru • Crkva sv. Ane • Crkva sv. Trojice • Popis crkava u Bjelovaru • Kapela sv. Florijana u Bjelovaru • Državni arhiv • Blok sv. Florijan • Bjelovarska pošta • Bjelovarski neboder • Vodotoranj Borik • Paromlin i silosi u Bjelovaru • Stara plinara • Vojarna Bilogora • Sokolana • Groblje sv. Andrije • Groblje Borik |                      |
| gospodarstvo                | Koestlin • Sirela • Hittner • Pevex • Tomo Vinković • Drvna industrija Česma • Bjelovarski vrt • Iverica • Prima Commerce • Troha-dil • Elektrometal • Metalind • Ljevaonica Bjelovar • Spar • PPK Bjelovar • Bjelovarski sajam • Kvargl • Majburger • Tvornica Smev • Bjelovarska gradska tržnica • Industrijska zona • Poslovna zona Novi Borik-Lepirac • Poslovna zona Korenovo • Geotermalna elektrana Velika 1 |                      |
| kultura i manifestacije     | Bjelovarsko kazalište • Čvor • Dom kulture • Gradski muzej • Galerija "Barutana 1991." • Terezijana • DOKUart • BOK fest • Božićni gala koncert u Bjelovaru • Hrvatsko pjevačko društvo Dvojnice • Moto budnica • Bilogorska narodna nošnja • Enigmopolis • HORKUD Golub • Dani češke kulture • Amadeus fest • Međunarodni tjedan udaraljkaša • Večer nacionalnih manjina |                      |
| obrazovanje                 | Veleučilište u Bjelovaru • Gimnazija Bjelovar • Srednjoškolski centar Bjelovar • Tehnička škola Bjelovar • Glazbena škola Vatroslava Lisinskog • Popis osnovnih škola |                      |
| promet                      | Autobusni kolodvor Bjelovar • Željeznički kolodvor Bjelovar • Željeznička pruga Križevci – Bjelovar – Kloštar • Željeznička pruga Bjelovar – Garešnica/Grubišno Polje • Robertov put • Državna cesta D12 • Državna cesta D28 • Državna cesta D43 • Državna cesta D548 • Zračno pristanište Bjelovar |                      |
| šport                       | RK Bjelovar • NK Bjelovar • NK Mladost Ždralovi • NK Lasta Gudovac • Gudison Park • NK Sloga Bjelovar • Žir • Staro rukometno igralište "Partizanovo" • Dvorana europskih prvaka • Kuglački klub Bjelovar • Sportski klub Sirela Bjelovar • Ragbi klub Bjelovar • ŽRK Bjelovar • ŽNK Mladost Ždralovi • Gradski stadion Bjelovar • Stadion "Brdo" Ždralovi • Bazeni Bjelovar • Terme Bjelovar |                      |
| trgovi, parkovi i spomenici | Bjelovarski korzo • Trg Eugena Kvaternika • Trg Stjepana Radića • Trg hrvatskih branitelja • Trg kralja Tomislava • Trg Stanka Vraza • Trg Antuna Gustava Matoša • Trg Hrvatskog sokola • Šetalište dr. Ivše Lebovića • Spomenik poginulima u Prvom svjetskom ratu u Ivanovčanima • Spomen-park Borik • Spomen-područje Barutana • Spomen područje Gudovac • Šuma Bedenik • Šuma Velika Rajzbuška • Spomen područje Lug • Levijev brijeg • Poljana dr. Franje Tuđmana                                                    |                      |
| naselja i lokaliteti        | Naselje kralja Zvonimira • Naselje kralja Petra Krešimira IV. • Vukovarsko naselje • Bakačevo naselje • Frankopansko naselje • Franjevačko naselje • Cvjetno naselje • Naselje Matije Gupca • Grmovi • Naselje Pere Biškupa • Novi Ivanovčani • Staro Sajmište • Novo Sajmište • Četvrt vila • Činovničke vile |                      |
| četvrti                     | Vojnović • Naselje Sjever • Logorište • Ivanovčani • Centar • Zvijerci • Pemsko Polje • Hrgovljani • Nove Plavnice • Radničko naselje • Mlinovac • Švajcarija • Velike Sredice • Male Sredice |                      |